# Turok (computerspelserie)
Turok is een serie computerspellen in het genre first-person shooter die zijn gebaseerd op het gelijknamige Amerikaanse strippersonage uit de jaren 1950.

## Beschrijving
Centraal in de serie staat een primitieve wereld die bewoond is door dinosaurussen en andere dieren. De speler bestuurt Turok, een Indiaanse krijger die de kwaadaardige plannen van de Campaigner voor wereldheerschappij moet zien te stoppen.
Het eerste spel, genaamd Turok: Dinosaur Hunter kwam uit in 1997 voor de Nintendo 64. Nadat het spel positief werd ontvangen en commercieel succesvol bleek, zijn er meerdere vervolgdelen verschenen die uitgebracht zijn op diverse spelcomputers.
De spelserie werd aanvankelijk ontwikkeld door Acclaim onder de naam Iguana Entertainment. Na het faillissement van Acclaim zette Propaganda Games de serie verder bij uitgever Touchstone Games.

## Spellen in de serie
| Jaar | Titel                           | Platforms                                       |
| ---- | ------------------------------- | ----------------------------------------------- |
| 1997 | Turok: Dinosaur Hunter          | Nintendo 64, Windows                            |
| 1997 | Turok: Battle of the Bionosaurs | Game Boy                                        |
| 1998 | Turok 2: Seeds of Evil          | Nintendo 64, Windows                            |
| 1999 | Turok: Rage Wars                | Nintendo 64                                     |
| 2000 | Turok 3: Shadow of Oblivion     | Nintendo 64                                     |
| 2002 | Turok: Evolution                | Game Boy Advance, PlayStation 2, Xbox, GameCube |
| 2008 | Turok                           | PlayStation 3, Xbox 360                         |

### Remaster
Een remaster van het eerste spel verscheen in 2017 voor Windows en in 2018 voor Xbox One. De versie verscheen ook voor de Switch in 2019.